# Réaumur – Sébastopol (stanice metra v Paříži)
Réaumur – Sébastopol je přestupní stanice pařížského metra mezi linkami 3 a 4 na hranicích 2. a 3. obvodu v Paříži. Nachází se na křižovatce bulváru Sébastopol, pod kterým vede linka 4 a Rue Réaumur, pod kterou vede linka 3.

## Historie
Stanice byla otevřena 19. listopadu 1904 jako součást prvního úseku linky 3 mezi stanicemi Villiers a Père Lachaise. Samotná trať byla zprovozněna již 10. října a do té doby vlaky stanicí pouze projížděly. 21. dubna 1908 byla otevřena stanice linky 4 jako součást prvního úseku mezi stanicemi Porte de Clignancourt a Châtelet.

## Název
Původní název stanice zněl Rue Saint-Denis podle nedaleké ulice. 15. října 1907 byl název změněn do dnešní podoby. Také tento název je odvozen z pojmenování ulic. Odkazuje na Rue Réaumur a Boulevard de Sébastopol, které se u stanice kříží. René-Antoine Ferchault de Réaumur (1683–1757) byl francouzský chemik a fyzik, vynálezce lihového teploměru. Sébastopol neboli česky Sevastopol je město na Ukrajině, kde se odehrála jedna z bitev Krymské válce v roce 1855, kdy bylo město po ročním obléhání dobyto francouzskými a britskými vojsky.

## Vstupy
Stanice má několik východů:
- Square Émile Chantemps
- Rue Réaumur u domů č. 68 a 81
- Rue Palestro

## Zajímavosti v okolí
- Musée des arts et métiers - Muzeum umění a řemesel